# جیسلمیر
جیسلمیر (راجستانی: जैसलमेर؛ ) با نام مستعار شهر طلایی، شهری در ایالت راجستان هند است که در بخش جیسلمیر واقع شده است.

## خصوصیات
جیسلمیر ۵٫۱ کیلومتر مربع مساحت و ۶۵٬۴۷۱ نفر جمعیت دارد و ۲۲۵ متر بالاتر از سطح دریا واقع شده است.
جیسلمیر «شهر طلایی هند» نیز نامیده می‌شود، زیرا شن و سنگ‌های شنی زرد در طراحی و معماری شهر باعث پدید آمدن سایه زردرنگ طلایی در شهر و اطراف آن شده است.

## نگارخانه

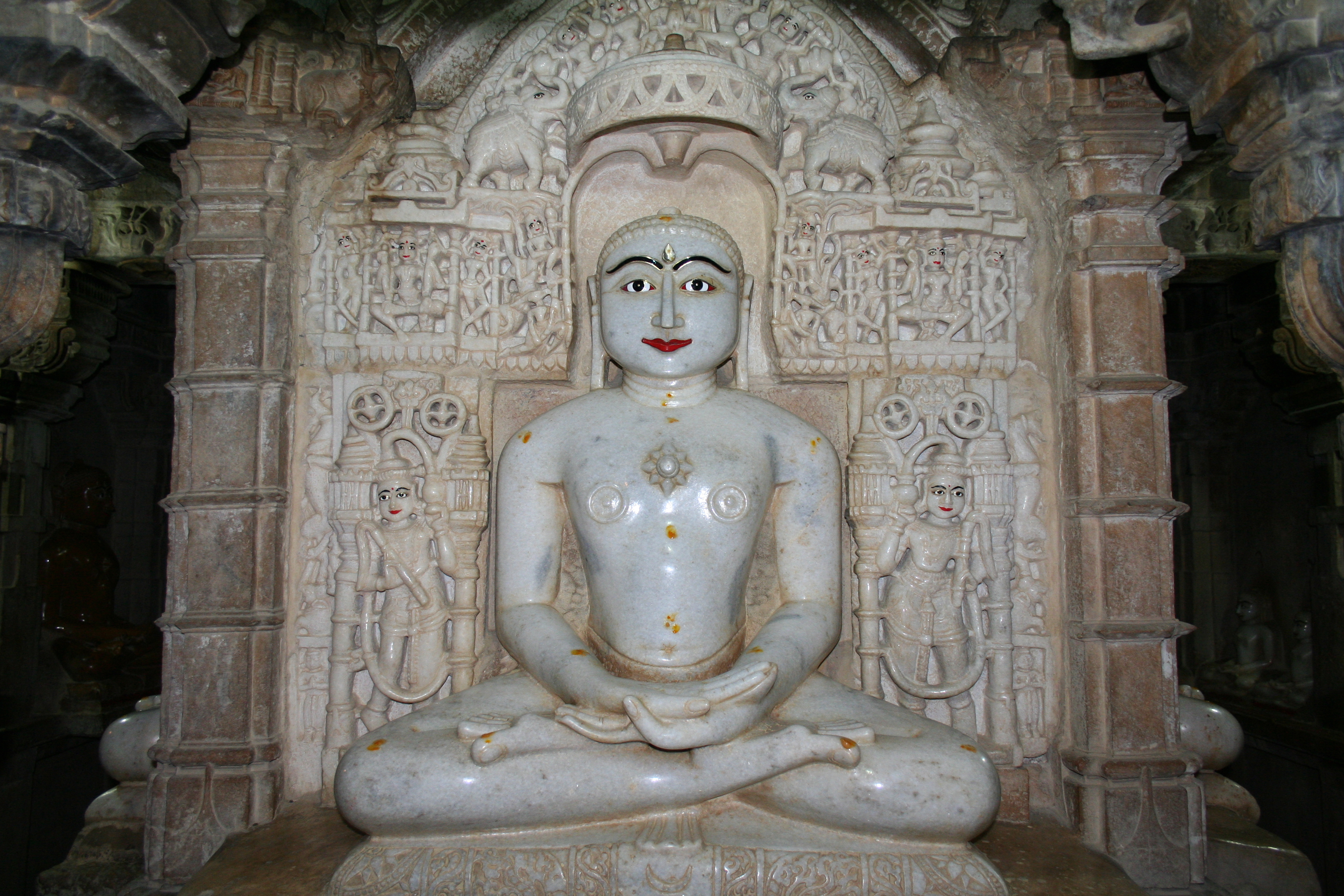
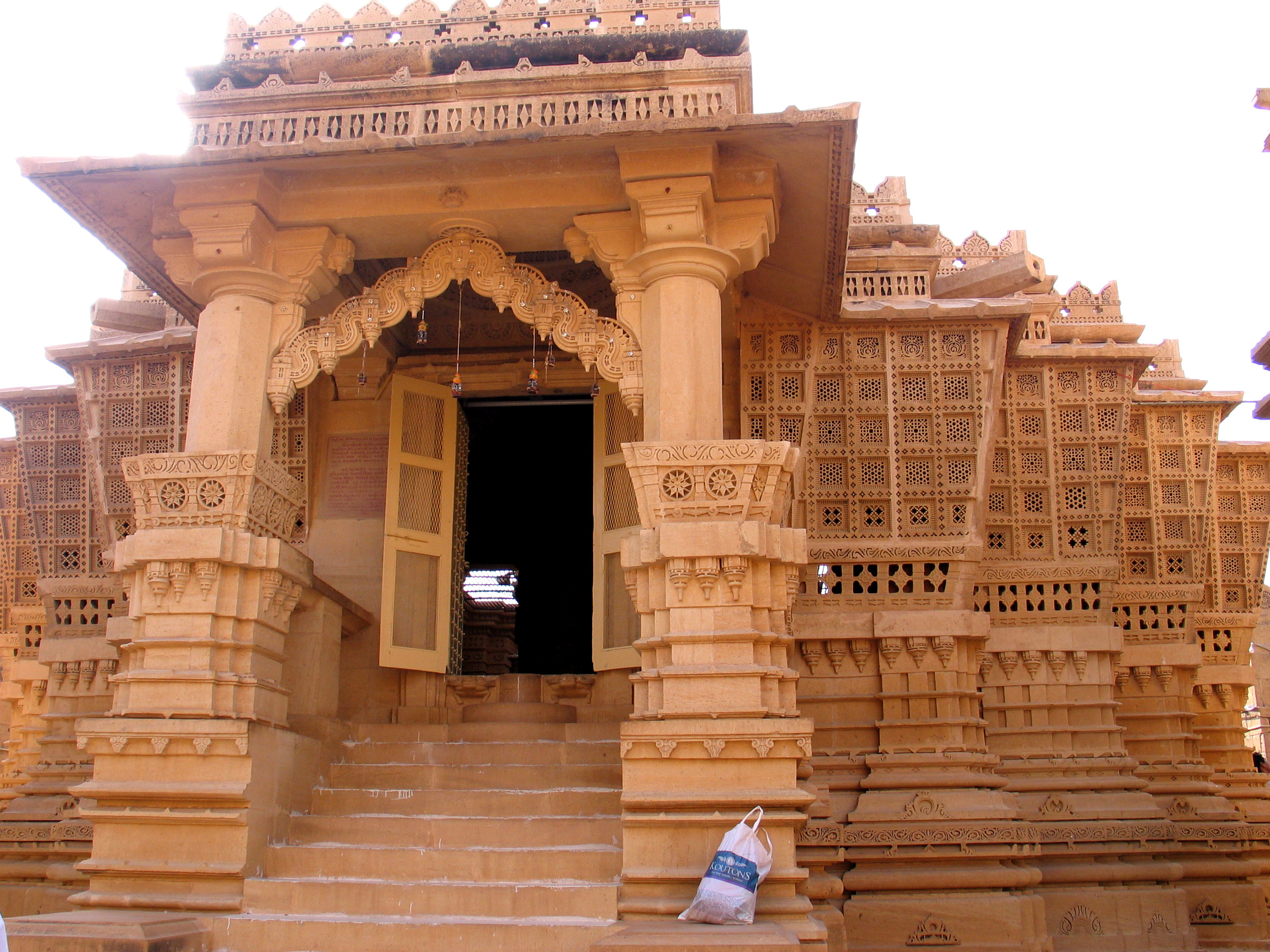
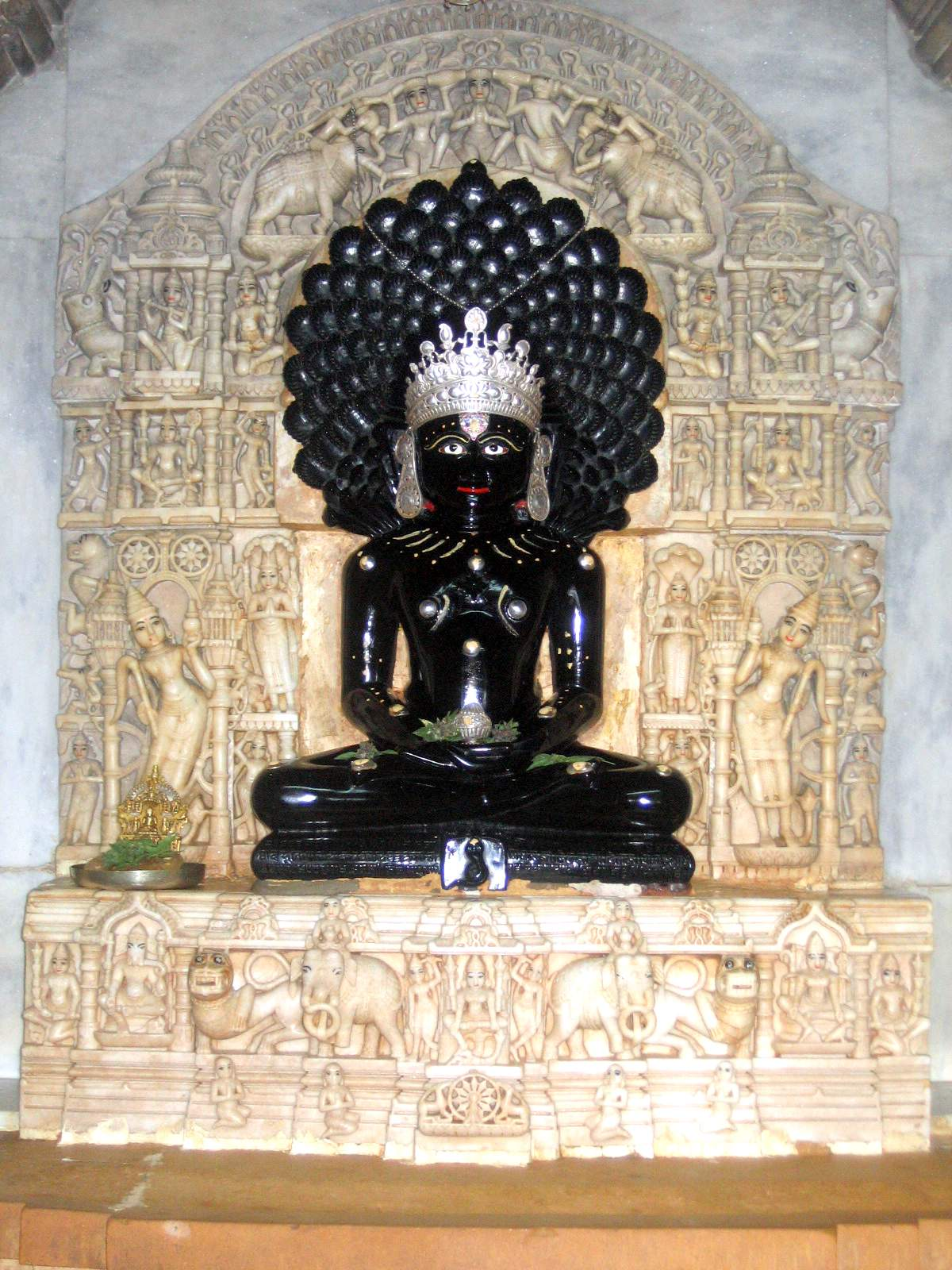
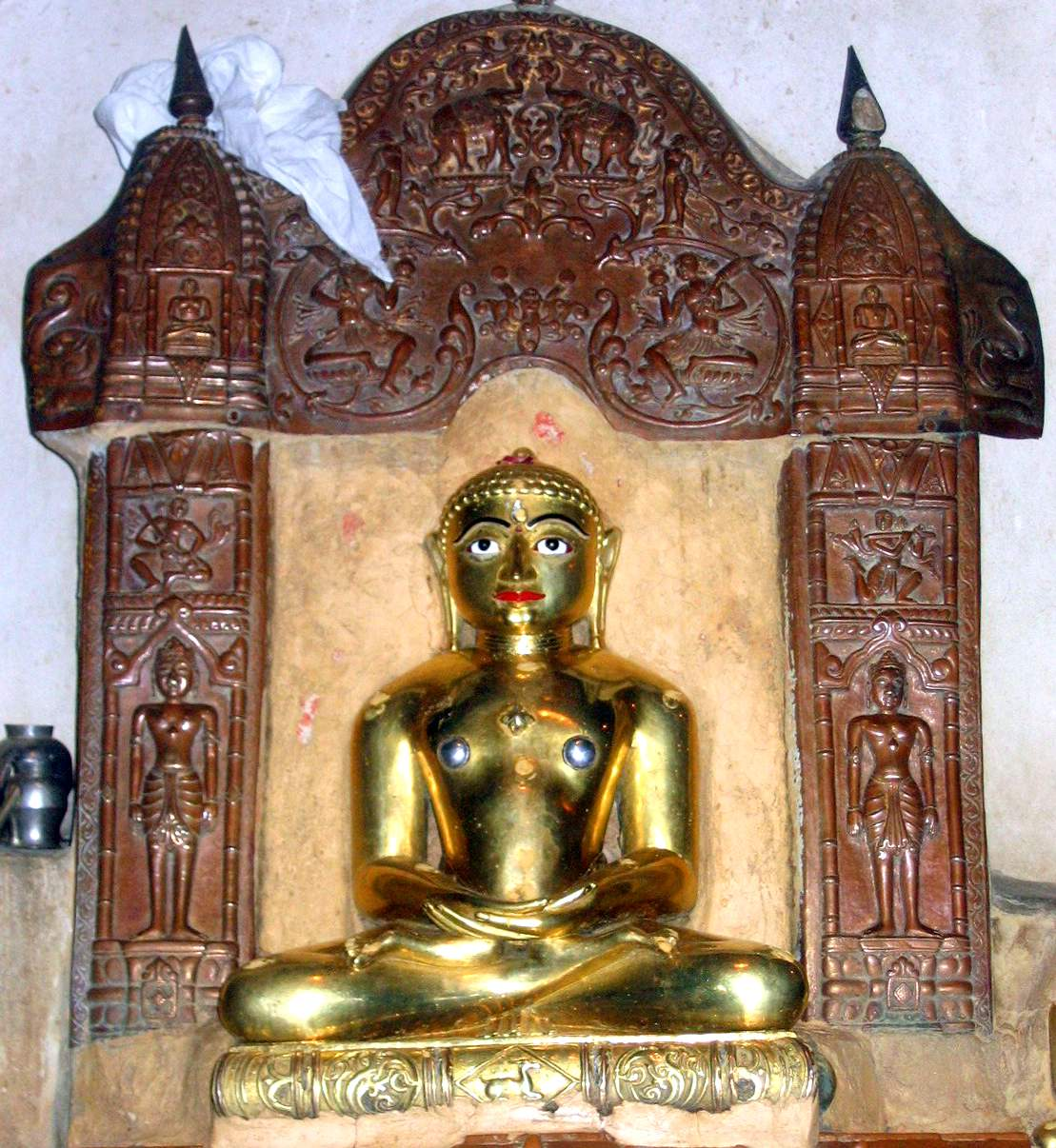
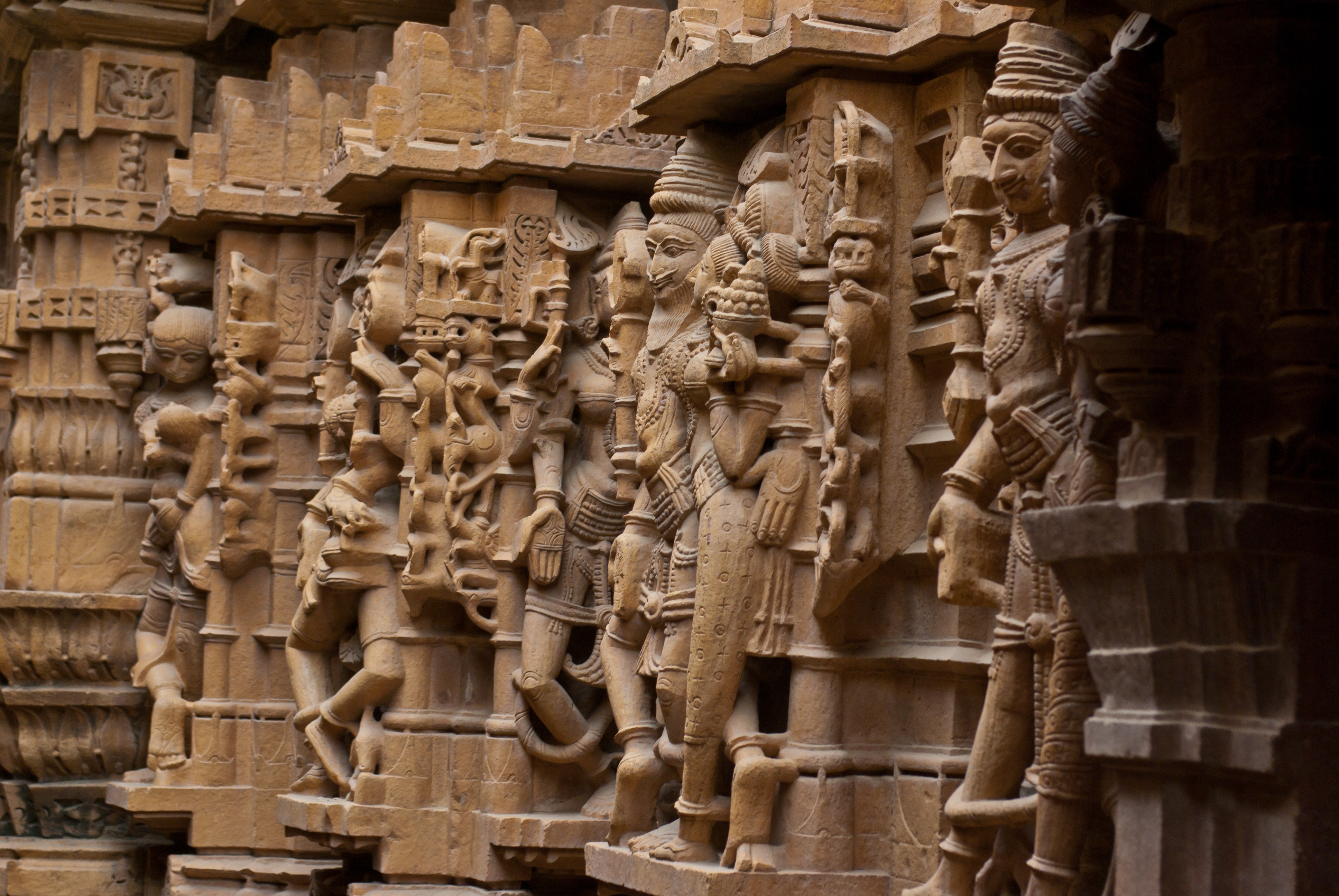
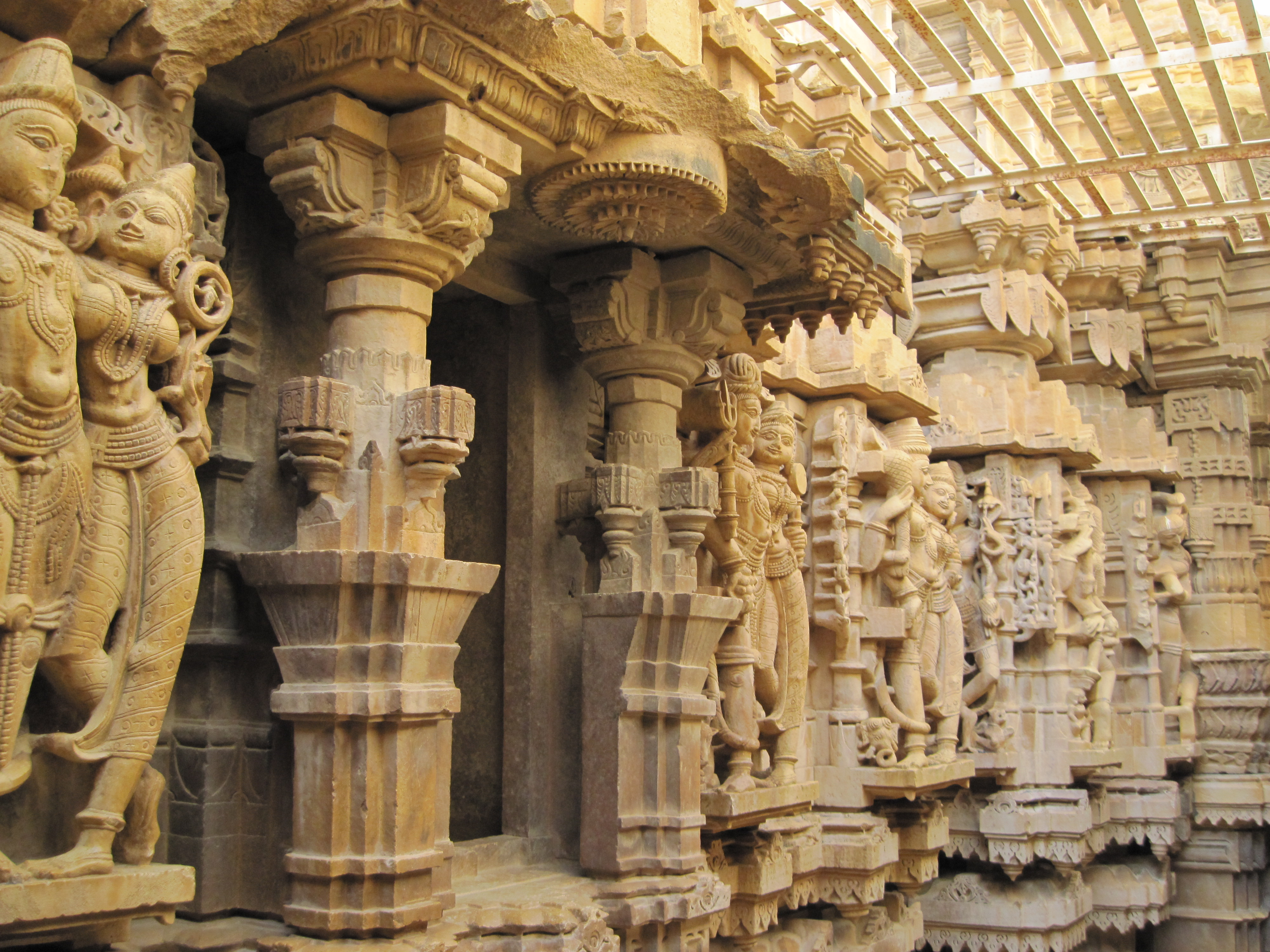
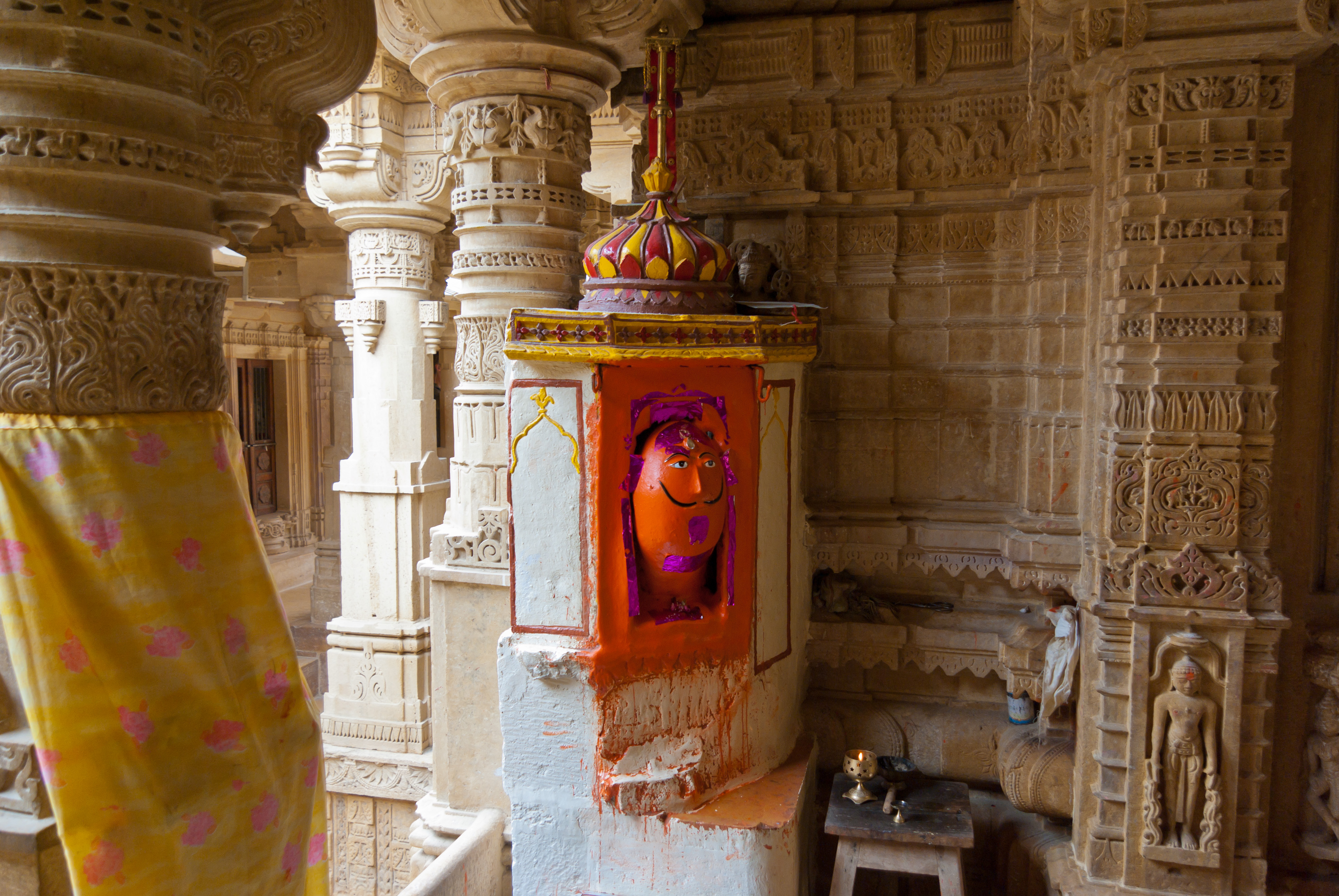
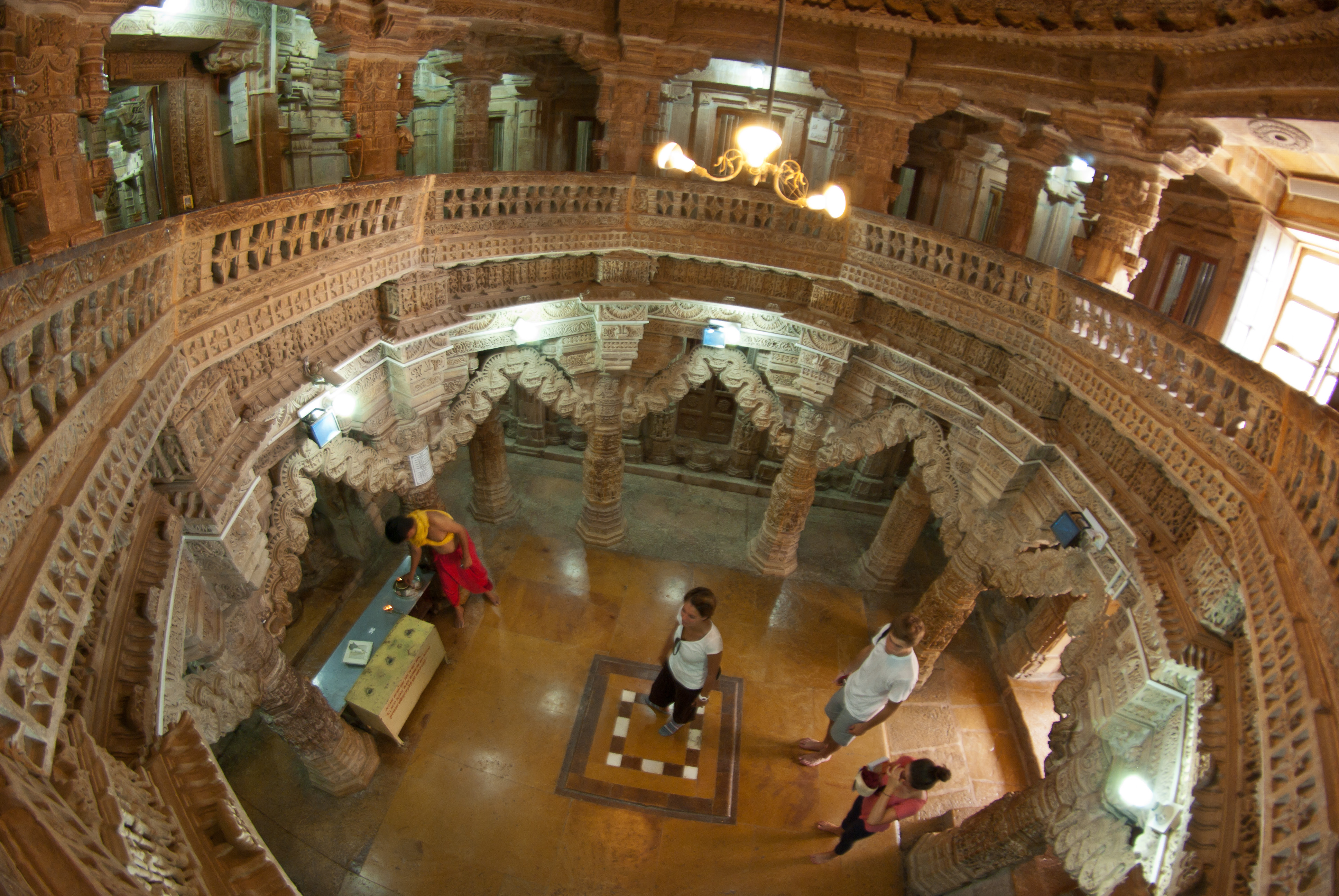
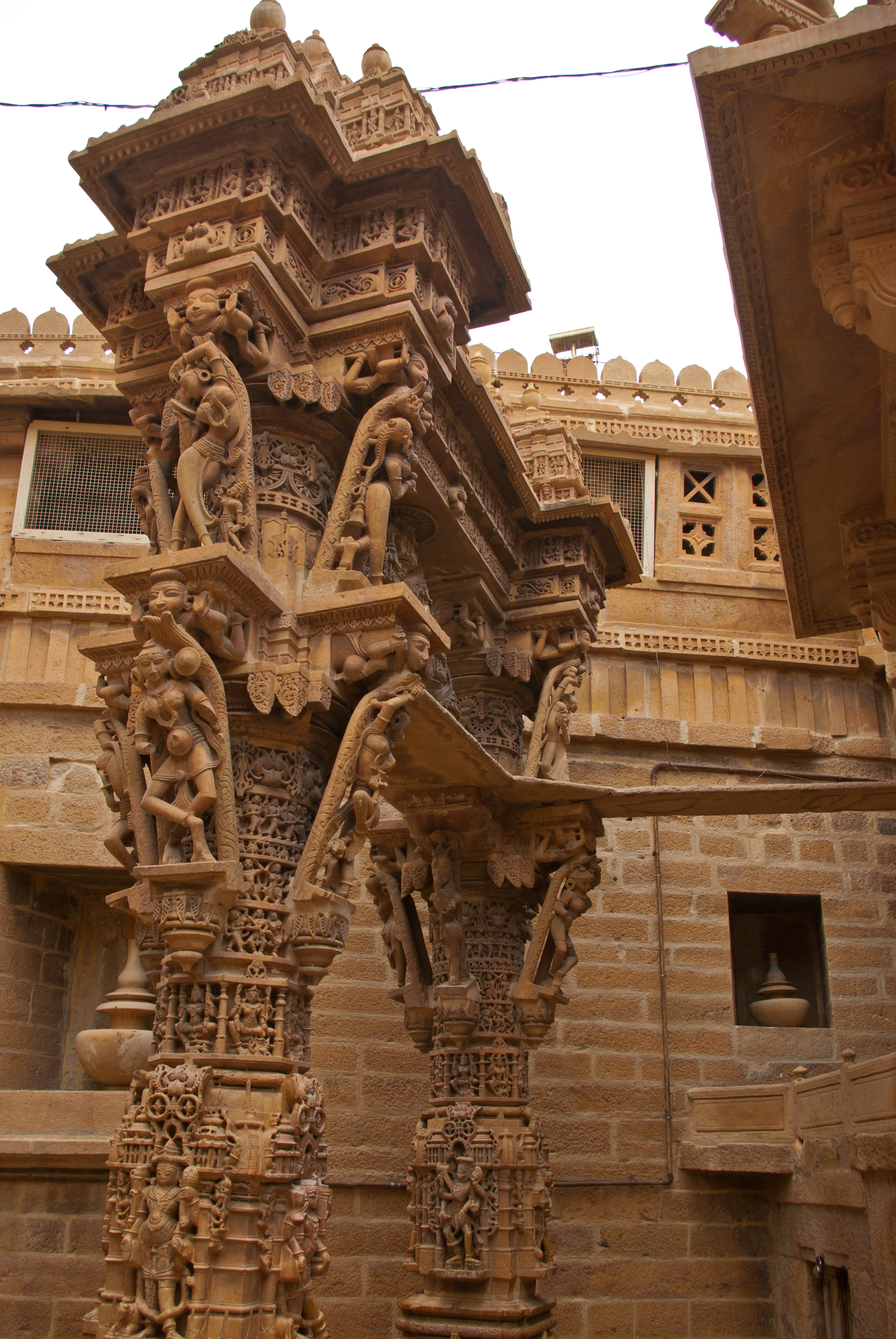
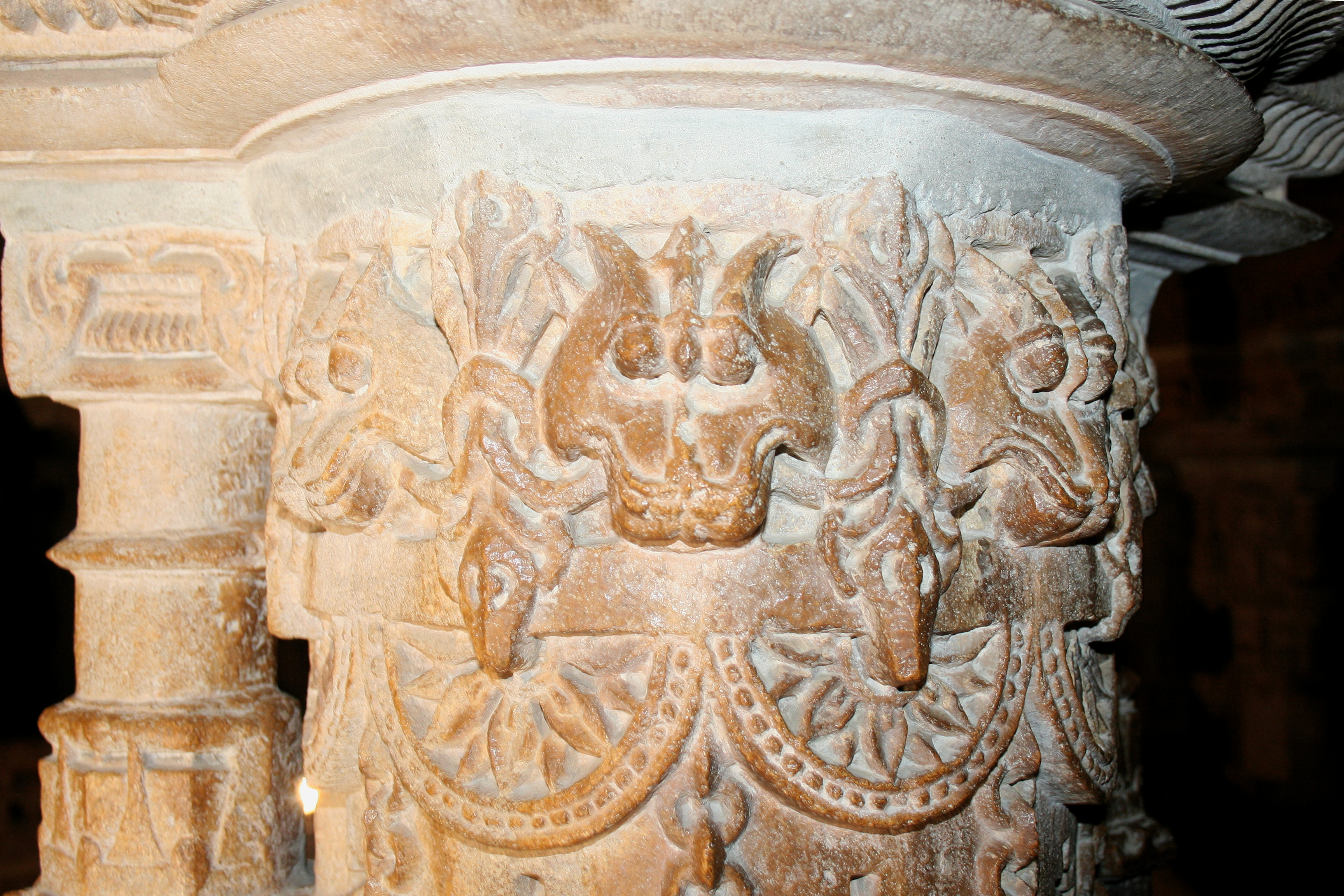
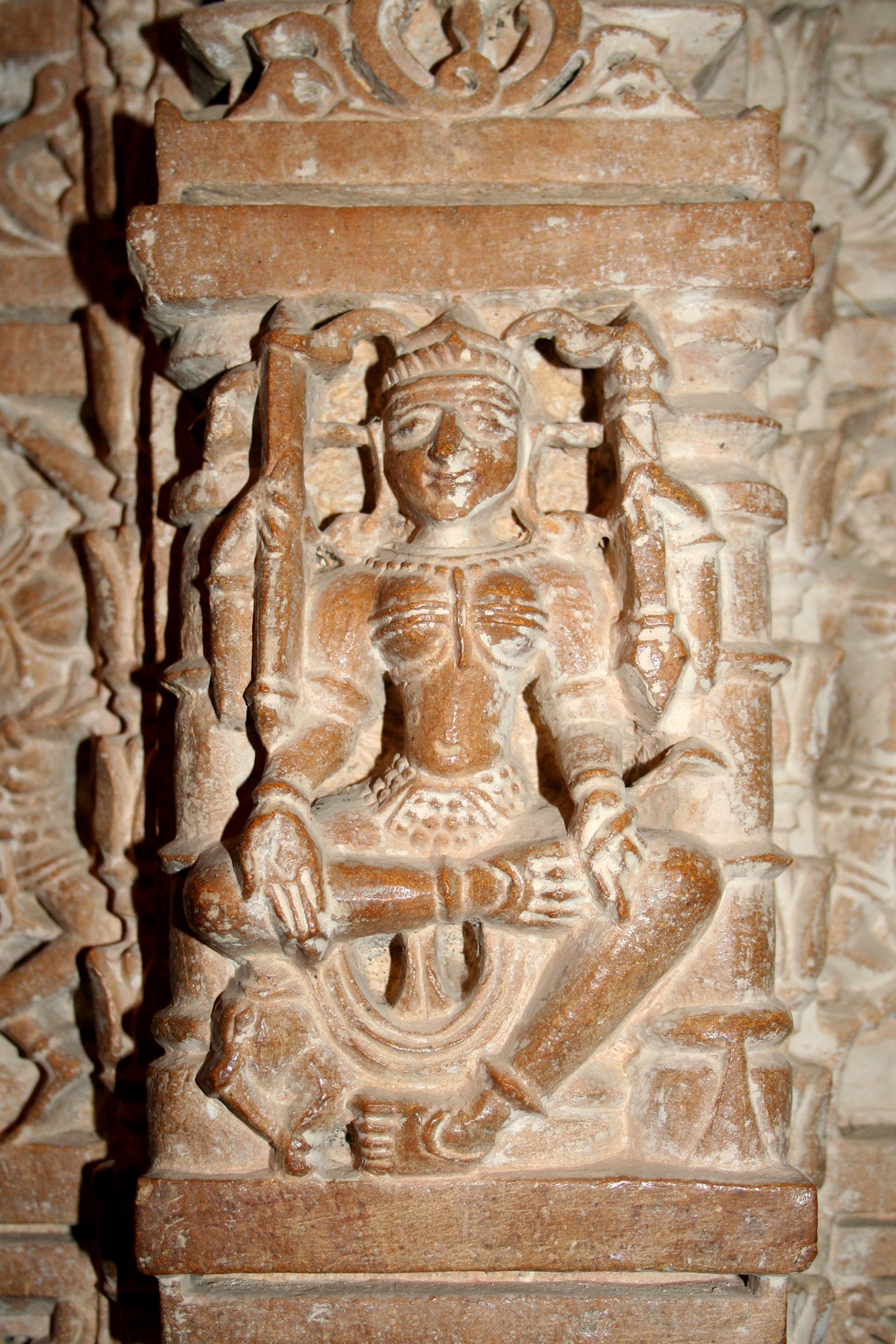
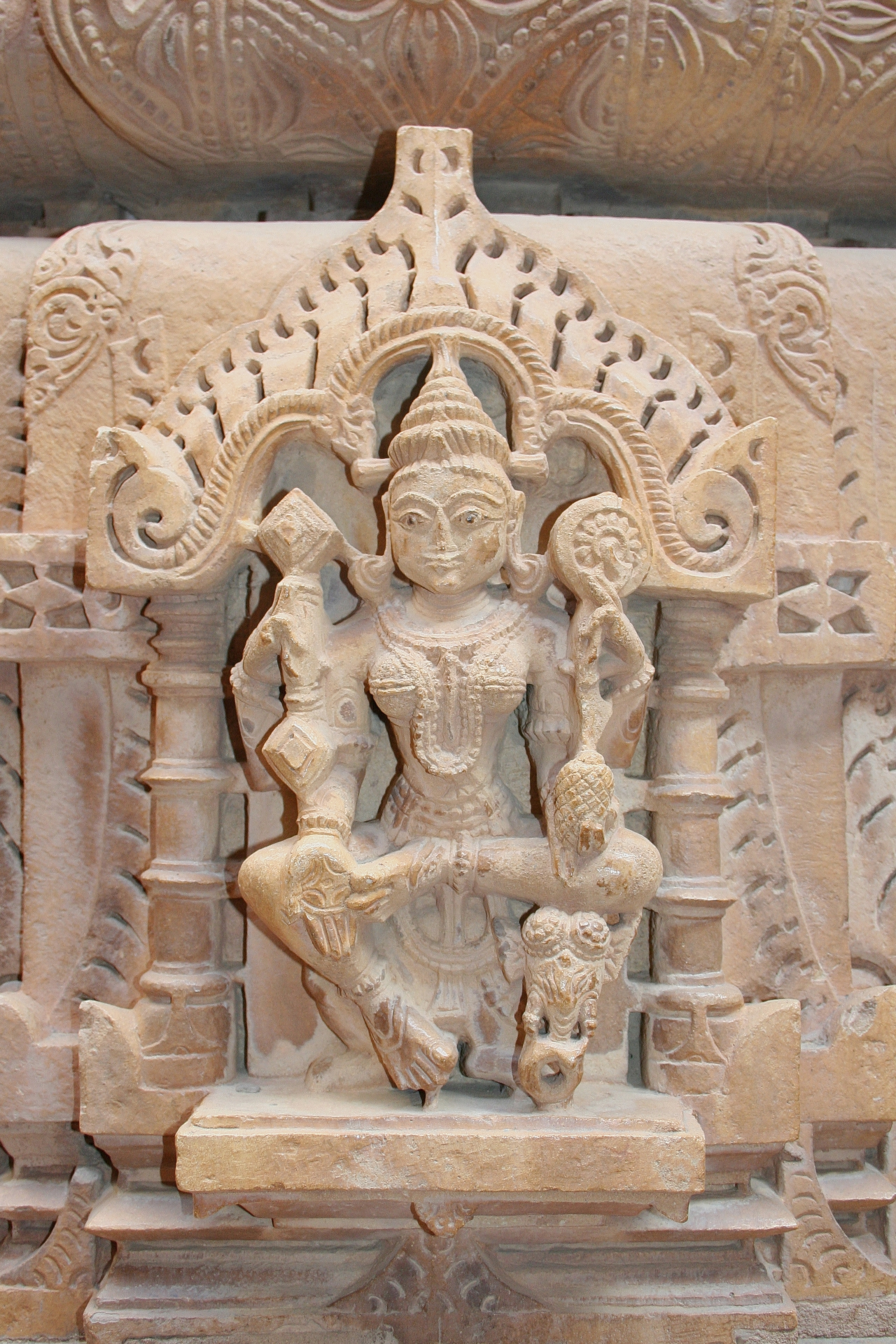
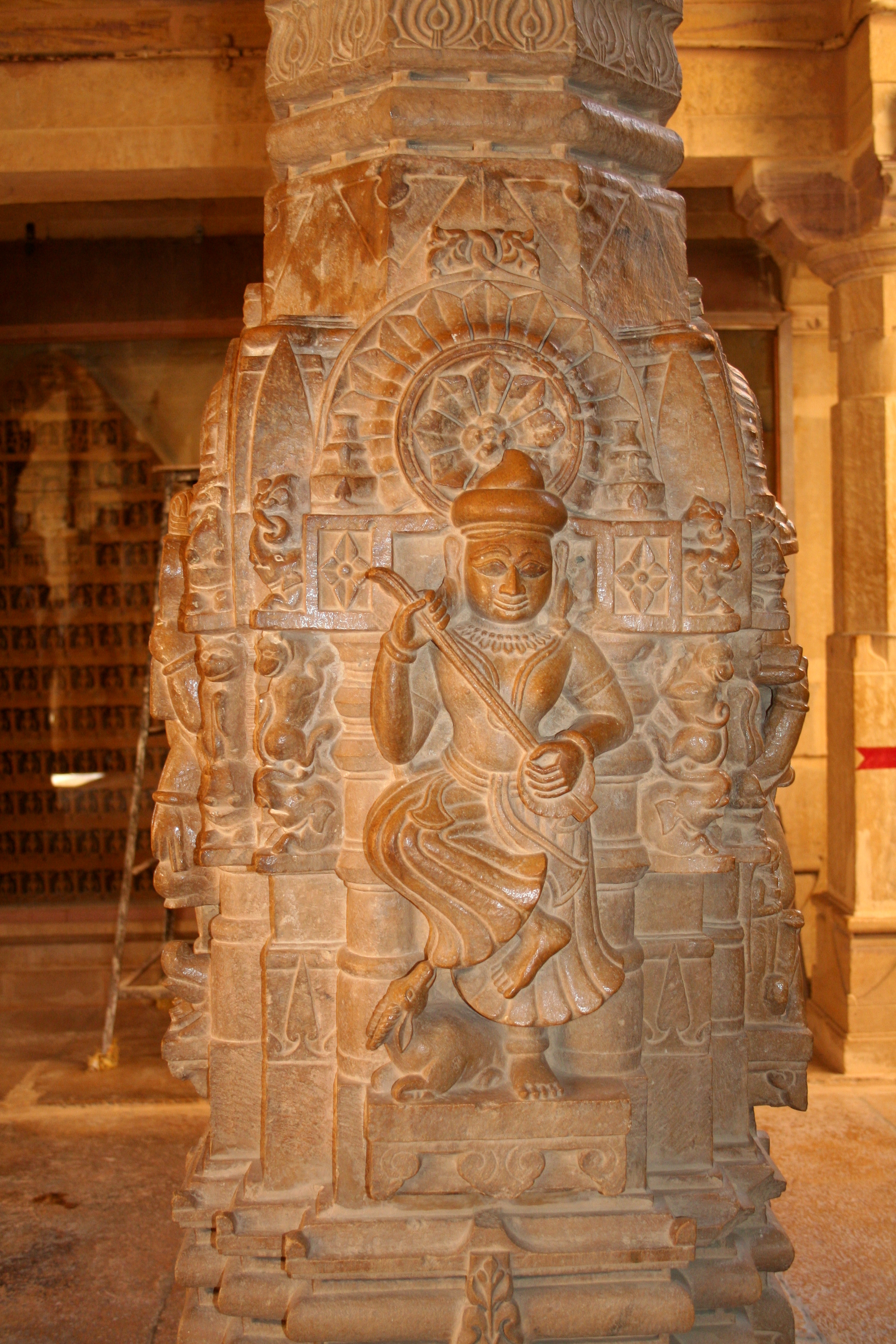
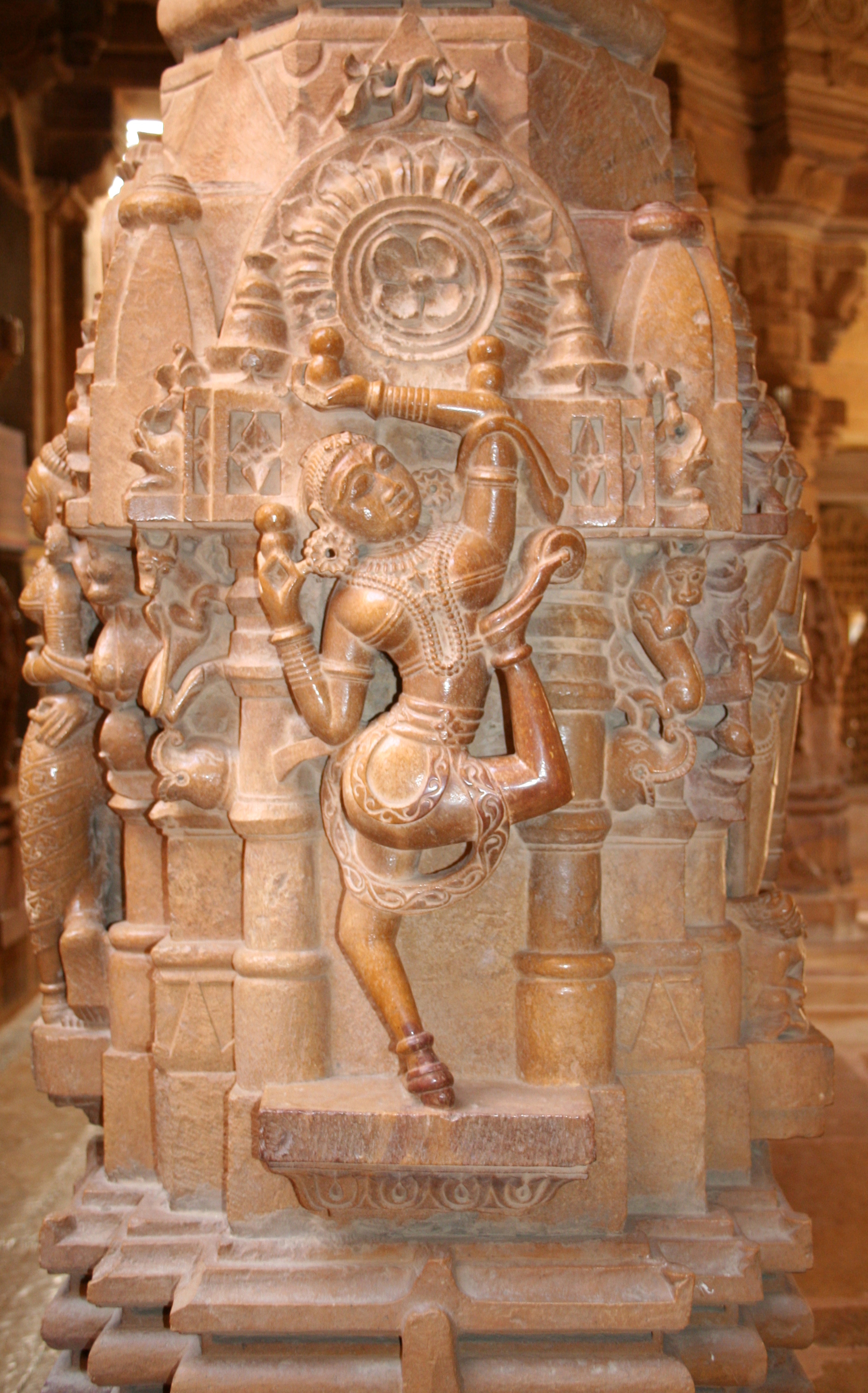